# Chilocorus similis
Chilocorus similis es una especie de escarabajo del género Chilocorus, de la familia Coccinellidae, orden Coleoptera. Fue descrita por el italiano Pietro Rossi en 1790.
Esta mariquita fue introducida deliberadamente en los Estados Unidos por Marlatt en 1902 para controlar la plaga de insectos Quadraspidiotus perniciosus, siendo uno de los primeros ejemplos de control biológico.

## Descripción
Mide 3,5 mm de longitud.

## Distribución
Se distribuye América del Norte.